# 国鉄ト21600形貨車
国鉄ト21600形貨車（こくてつト21600がたかしゃ）は、かつて日本国有鉄道（国鉄）の前身である鉄道省に在籍した無蓋貨車である。

## 概要
1914年（大正3年）から1917年（大正6年）にかけて、日本車輌製造、天野工場、汽車製造支店および鉄道院旭川工場で製造された、15 トン積み二軸無蓋車で、製造数は2,096両（ト21600 - ト23695）である。1928年（昭和3年）の称号規程改正により、トム1形に改称された。
日本で初めて荷重を15トンとした二軸無蓋車である。荷台の内寸は長さ6,930 mm、幅2,200 mm、側板の高さ1,000 mm、妻板の高さ1,280 mmであり、床面積は15.9 m2、容積は36.6 m3である。側板が1,000 mmと極めて高いのは床面積を当時の有蓋車フワ30000形と同程度に収めたのに石炭15ｔ搭載で設計したことで高さを稼ぐ必要があったためで、このため側板全体が倒れる方式では下ろした際にあおり戸が地面と接触するため、あおり戸を側板の下の一部（この形式では板2枚分）だけ倒れるようにして、上部の板は固定され、車体中央に車体中央部に幅5フィート10インチ・開口幅5フィート（1,524 mm）の観音開きの扉を設けた、俗に「観音トム」と呼ばれるグループの一つで、床面も木製である。次級ト24000形（後のトム5000形、トム16000形）との最大の相違点は、車軸がト24000形では長軸であるのに対し、本形式では短軸とされている点である。
なお、総重量が約22トンに達し、当時の建設規定の上限に抵触するため、特例で本形式は除外することに定められた。
その他の主要諸元は、全長7,760 - 7,947 mm、全幅2,354 - 2,598 mm、自重6.5 - 8.0 tである。下回りは軸距3,900 - 3,962 mmで、軸ばね受けはシュー式（正確にはリンク式で製造したが破損が相次ぎ旧式のシュー式に戻された）となっており、最高運転速度は65 km/hである。

### 1928年改番後の状況
前述のように、本形式は1928年（昭和3年）の称号規程改正により、トム1形とされた。この時点で、ト23700形（トサ1形）およびトフ20900形（トフ250形）への改造車と廃車があり、トム1形となったのは2,026両（トム1 - トム2029、旧番号ト21600 - ト23695）であった。その後、トサ1形の復元およびワム3500形、スム1形、ヨ1形の改造車ならびに私鉄買収車が編入されたため、最終番号はトム2525（欠番あり）である。また、二車現存車の改番により、トム2030 - トム2034, トム2367 - トム2375, トム2492が出現している。
本形式は、汎用無蓋車として全国で使用され、製造開始から30年たった1945年度末にも2,255両残存してたが、一部はその後特別廃車で廃車にされ、車齢も古いので更新修繕工事も対象外となったが、残存車に事業用車代用に使われたものがかなり長期（1984年度）まで残存しており、それらを除いても実質的な形式消滅は1971年度（この時26両のみ残存で以後10年以上変動せず）だった。

## 形式間改造
前述のように、ト21600形時代に24トン積みのト23700形および無蓋緩急車トフ20900形に改造されている。

### ト23700形（トサ1形）
ト23700形は、1918年（大正7年）に20両（ト23700 - ト23719）、1920年（大正9年）に30両（ト23720 - ト23749）がト21600形の改造により大宮工場で製作された、24トン積み三軸無蓋車である。常磐炭の輸送用の大型無蓋車として試作されたもので、側板と妻板の上部に5枚分（約800mm）を継ぎ足し、あおり戸、開き戸を改造するとともに、台枠中央に一軸を増設したものであるが、下記の表のように妻板と開口部の構造が違う3タイプがある。1928年（昭和3年）の称号規程改正では、トサ1形（初代）に改称された。
| 番号            | 改造年            | 妻板の構造 | 側扉位置 | あおり戸の構造 | 改造両数                          |
| --------------- | ----------------- | ---------- | -------- | -------------- | --------------------------------- |
| トサ1 - トサ40  | 1818年度 1920年度 | 上辺が山形 | 下部     | 下の板3枚開口  | 10両（1918年度） 30両（1920年度） |
| トサ41 - トサ45 | 1918年度          | 上辺が平ら | 下部     | 下の板3枚開口  | 5両                               |
| トサ46 - トサ50 | 1918年度          | 上辺が山形 | 上部     | 下の板4枚開口  | 5両                               |

1918年に改造された3タイプでは1番目の型（後にトサ1 - トサ40になったグループ）の形状が最良とされたらしく、1920年の追加ではすべてこのタイプに改造され、その後10年以上全車両使用されたものの、1931年度に50両全部が再改造されトム1形に戻された（番号は旧番号に戻さず2050-2099を付与）。

### トフ20900形（トフ250形）
トフ20900形は、1919年（大正8年）に、大宮工場でト21600形から15両（トフ20900 - トフ20914）が改造製作された、13トン積み無蓋緩急車である。車体の一端に車掌室を設けており、外観はL形で、中央部の観音開き扉も存置されている。1928年（昭和3年）の称号規程改正では、トフ250形（トフ250 - トフ264）に改められたが、1936年（昭和11年）に車掌室を撤去して、トム5000形に編入された。

### リ2500形への改造
リ2500形は、1952年（昭和27年）に旭川工場にて100両（リ2500 - リ2599）、苗穂工場にて50両（リ2600 - リ2649）の合計150両（リ2500 - リ2649）がトム1形およびトム5000形から改造製作された、雪捨用の10トン積み土運車である。全車が常備駅を北海道内にのみ定めた専属貨車として運用された。あおり戸と妻板は低くされ、中央部にあった開き戸はあおり戸に変更され、それに伴い最大高は1,695 mmとなっている。1960年（昭和35年）までに全車が廃車された。1957年（昭和32年）9月6日に三井芦別鉄道へ9両（リ2585、リ2586、リ2600、リ2609、リ2610、リ2614、リ2619、リ2626、リ2642）が譲渡された。

## 譲渡
私鉄譲渡は極めて大量であり、ここでは文献上でわかるだけを記す。
1948年（昭和23年）に、トム403が蒲原鉄道に払下げられ、同社のトム1形（トム1）となった。1985年（昭和60年）6月20日、路線縮小に伴い廃車された。
同年5月、3両（トム342, トム1613, トム108）が上信電気鉄道に譲渡され、トム1形（トム1 - トム3）となった。
1949年（昭和24年）1月に2両（トム1815, 1695）が三井芦別鉄道に譲渡され、トム1形（トム1, トム3）となった。これらは、1964年（昭和39年）7月に廃車となった。
同年4月に5両（トム199, トム814, トム2180, トム2196, トム457）が三菱大夕張炭廣に譲渡され、同社のトム1形（トム1 - トム4,トム6）となっている。
同年4月に5両（トム346, トム1044, トム290, トム2184, トム2219）が美唄鉄道に譲渡され、同社のトム1形（トム1 - トム5）となっている。
同年8月に5両（トム356, 345, 1566, 607, 1457）が西濃鉄道に譲渡され、同社のトム1形（トム1 - トム5）となっている。これらは、車体構造が荷役に不便をきたしたため、1965年（昭和40年）から1966年（昭和41年）にかけて総あおり戸構造に改造されたが、1968年（昭和43年）10月1日国鉄ダイヤ改正により高速化に適合せず、同年廃車された。
同年（月は不明）に3両（トム1777, 505, 239）が名古屋鉄道に譲渡され、トム11000形（トム11001, トム11002, トム11003）となった。詳細は不明だが同型の2両（トム11004, トム11005）が1959年（昭和34年）に増備されている。1968年（昭和43年）に廃車された。
同年（月は不明）に1両（トム273）が名古屋鉄道に譲渡され、トム990形（トム991）となった。1955年（昭和30年）に廃車された。
1950年（昭和25年）5月に3両（トム235, トム1331, トム559）が三岐鉄道に譲渡されている。これらは、同時に譲渡されたトム5000形6両とともにトム500形（トム501, トム502, トム509）とされたが、翌年、ワム200形およびスム400形に改造された。
1953年（昭和28年）6月に3両（トム189, トム1633, トム693）が太平洋石炭販売輸送に譲渡され、同社のトム1形（トム1, トム3 - トム4）となっている。
1954年（昭和29年）3月に5両（トム23, トム1070, トム1185, トム1666, トム2053）が尺別鉄道に譲渡され、トム1形（トム1 - トム5）となった。
1958年（昭和33年）9月には、3両（トム2328, トム2279, トム1937）が小名浜臨港鉄道に譲渡され、トム20形（トム20 - トム22）となった。トム22は1963年（昭和38年）12月、残りは1964年（昭和39年）12月に廃車となっている。

### 西武鉄道トム501形
西武鉄道へは、200両以上が譲渡され、トム501形として使用された。これらのうち、1956年（昭和31年）、1957年（昭和32年）および1959年（昭和34年）に65両（トム692 - トム706, トム501 - トム520, トム682 - トム711）が川崎製鉄に、1959年に5両（トム506 - トム510）が日本ニッケル鉄道へ譲渡されている。

## 同形車
時期が地方私鉄の勃興期にあたっていたため、多数の私鉄に同形車が登場した。後年、鉄道省に買収され、トム1形に編入されたものだけでも、14社（佐久鉄道、信濃鉄道、芸備鉄道、北九州鉄道、富士身延鉄道、新潟臨港開発、宇部鉄道、富山地方鉄道（旧・富岩鉄道）、鶴見臨港鉄道、北海道鉄道、南武鉄道、中国鉄道、胆振縦貫鉄道、西日本鉄道）に及ぶ。

### 津軽鉄道トム1形

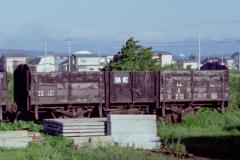
津軽鉄道トム1

津軽鉄道トム1形は、1929年（昭和4年）日本車輌製造支店製のトム16000形の同形車で、津軽鉄道開業用として12両（トム1 - トム12）が製造された。国鉄直通貨車としても使用され、識別のため番号に二重下線が引かれている。2011年4月現在も、3両が車籍を有している。

### 北九州鉄道トム300形
北九州鉄道トム300形は15両（トム300 - トム314）が、1937年（昭和12年）10月1日に買収により国有化され、トム1形に編入された。

### 富岩鉄道トム1形
富岩鉄道トム1形は、1928年（昭和3年）7月3日に日本車輌製造にて1両（トム1）が製造されたトム1形の同形車である。富山地方鉄道を経て1943年（昭和18年）6月1日に戦時買収により国有化されたことにより、トム1形（トム2226）に編入された。

### 鶴見臨港鉄道ト2001形（トム2001形）
鶴見臨港鉄道ト2001形（トム2001形）は、1926年（大正15年）3月鶴見木工所製の10両（ト2001 - ト2010）および1928年（昭和3年） - 1929年（昭和4年）日本車輌製造支店製の25両（トム2011 - トム2035）の計35両である。1943年（昭和18年）7月1日の戦時買収により国有化され、トム1形（トム2227 - トム2261）となった。1928年（昭和3年）には、鉄道省の車両称号規程改正にともない、ト2001形から荷重を組み込んだ形式称号（トム2001形）に変更している。

### 北海道鉄道
1923年（大正12年）から1925年（大正14年）にかけて日本車輌製造、雨宮製作所にて37両（ト27 - ト58、フト4 - フト8）が製造された。北海道鉄道が1943年（昭和18年）8月1日に戦時買収により国有化されたことにより、ト47を除く36両がトム1形（トム2262 - トム2297）に編入された。

### 南武鉄道ト101形（トム101形）
南武鉄道ト101形は、1927年（昭和2年）に日本車輌製造東京支店で30両（ト101 - ト130）が製造された。1928年の鉄道省の改番にともなって、トム101形（トム101 - トム130）に改められた。製造年次の関係でメートル法により設計されており、砂利輸送のため床は鋼板製であった。当初は、ブレーキシリンダを装備していなかったが、1929年（昭和4年）11月に省線直通用として20両（トム101 - トム120）に追設された。本形式は、1944年（昭和19年）4月1日（昭和19年）の戦時買収により鉄道省に編入され、トム1形（トム2298 - トム2327）と改称された。

### 胆振縦貫鉄道トム1形
胆振縦貫鉄道トム1形は、1940年（昭和15年）5月9日汽車製造製のトム1形の同形車で12両（トム1 - トム12）が製造された。胆振縦貫鉄道が1944年（昭和19年）7月1日に戦時買収により国有化されたことにより、トム1形（トム2348 - トム2359）に編入された。
当形式には、胆振鉄道から引き継がれたものもあり、トム33 - トム36の4両が存在した。こちらは1928年9月11日日本車輌製造本店製で、製造時はトム1 - トム4と称したが、国有化に伴いトム1形（トム2360 - トム2363）に編入された。製造時は空気ブレーキを装備していなかったが、1932年2月にトム33、トム34について取り付けを行った。